# جون دو كان
جون دو كان (بالإنجليزية: John Du Cann)‏ هو عازف قيثارة بريطاني، ولد في 5 يونيو 1946 في مانشستر في المملكة المتحدة، وتوفي في 21 سبتمبر 2011 في هامبستاد في المملكة المتحدة بسبب نوبة قلبية.

## وصلات خارجية
- جون دو كان على موقع IMDb (الإنجليزية)
- جون دو كان على موقع ميوزك برينز (الإنجليزية)
- جون دو كان على موقع أول ميوزيك (الإنجليزية)
- جون دو كان على موقع ديسكوغز (الإنجليزية)